# Sumelis
Sumelis is een kevergeslacht uit de familie van de boktorren (Cerambycidae). De wetenschappelijke naam van het geslacht werd voor het eerst geldig gepubliceerd in 1864 door Thomson.

## Soorten
Sumelis omvat de volgende soorten:
- Sumelis bicoloripennis Breuning, 1956
- Sumelis leucostictipennis (Breuning, 1967)
- Sumelis occidentalis (Chevrolat, 1855)